# Марсанс
«Марсанс Торрехон» (исп. Marsanz Torrejón Fútbol Sala), — испанский мини-футбольный клуб из города Торрехон-де-Ардос, существовавший в 1980—1996 годах.

## История
Расцвет «Марсанс Торрехон» пришёлся на первую половину 90-х годов. Вначале он выиграл национальные кубок и суперкубок, а в 1993 году сумел стать чемпионом Испании. А годом позже испанцы стали сильнейшей командой Европы, со счётом 11:3 обыграв в финале Турнира Европейских Чемпионов хорватский клуб «Успиняча».
Помимо европейской победы в 1994 году «Марсанс Торрехон» снова выиграл кубок и суперкубок. Однако уже в следующем году он вылетел из Почётного дивизиона. Хотя по итогам следующего сезона «Марсанс Торрехон» и получил право на возвращение в элиту, вскоре клуб прекратил существование из-за финансовых проблем.

## Достижения клуба
- Победитель Турнира Европейских Чемпионов по мини-футболу 1994
- Чемпион Испании по мини-футболу 1992/93
- Обладатель Кубка Испании по мини-футболу (2): 1992, 1994
- Обладатель Суперкубка Испании по мини-футболу (2): 1992, 1994

## Бывшие известные игроки
- Пауло Роберто